# Igor Grudin
 (août 2017).
Igor Grudin (en russe : Игор Грудин), souvent transcrit en français Igor Groudine, est un entraîneur russe de basket-ball.

## Club
- 1996-1997 : Tarbes GB
- 1998-2002 : USO Mondeville
- 2002-2003 : Waïti Bordeaux
- 2003-200. : Volgaburmash Samara

## Sélection nationale
- 20.. - ... : Équipe de Russie de basket-ball féminin